# Fred Trump
Frederick "Fred" Christ Trump Sr. (født 11. oktober 1905, død 25. juni 1999) var en fremtrædende amerikansk ejendomsudvikler i New York City og grundlægger af The Trump Organization. Han var far til den 45. og 47. amerikanske præsident Donald Trump.
Fred blev født i bydelen Bronx i New York City af tyske immigrantforældre. Han begyndte at arbejde inden for boligbyggeri og -salg i 1920'erne, før han overtog ejendomsvirksomheden, som hans forældre havde startet (der senere blev kendt som The Trump Organization). Hans firma opnåede stor succes med at bygge og administrere enfamiliehuse i Queens, lejligheder til krigsarbejdere på østkysten under 2. verdenskrig og samlet mere end 27.000 lejligheder i New York. Trump blev undersøgt for profitmageri af en amerikansk senatskomité i 1954 og igen af delstaten New York i 1966. Donald Trump blev præsident for sin fars ejendomsvirksomhed i 1971.

## Tidlige liv og karriere
Trumps far – den tysk-amerikanske Friedrich Trump – tjente en betydelig formue i slutningen af 1800-tallet under Klondike-guldfeberen ved at drive en restaurant og et bordel for minearbejdere. Friedrich vendte tilbage til Kallstadt i 1901, og året efter mødte han og giftede sig med Elizabeth Christ. De flyttede til New York City, hvor deres første barn, Elizabeth, blev født i 1904. Senere samme år vendte familien tilbage til Kallstadt. Fred blev undfanget i Bayern, hvor hans forældre ønskede at genoprette deres bopæl, men Friedrich blev udvist for at have undgået militærtjeneste. Familien vendte tilbage til New York den 1. juli 1905 og bosatte sig i Bronx, hvor Frederick Christ Trump blev født den 11. oktober. Freds yngre bror, John G. Trump, blev født i 1907. Alle tre børn blev opdraget med tysk som modersmål. I september 1908 flyttede familien til Woodhaven, Queens.